# Mops bakarii
Mops bakarii es una especie de murciélago de la familia Molossidae.

## Distribución geográfica
Es endémica de Tanzania, sólo se puede encontrar en la isla de Pemba.